# فیلومت (اورگن)
فیلومت (به انگلیسی: Philomath) شهری در شهرستان بنتن ایالت اورگن است و در سرشماری سال ۲۰۱۱ میلادی، ۴٬۵۸۴ نفر جمعیت داشته که نسبت به سال ۲۰۱۰، ۰٫۵۷ درصد رشد جمعیت داشته‌است.

## موقعیت جغرافیایی
موقعیت جغرافیایی شهرها و مناطق اطراف به شرح زیر است: